# Martinskirche (Vöhl)

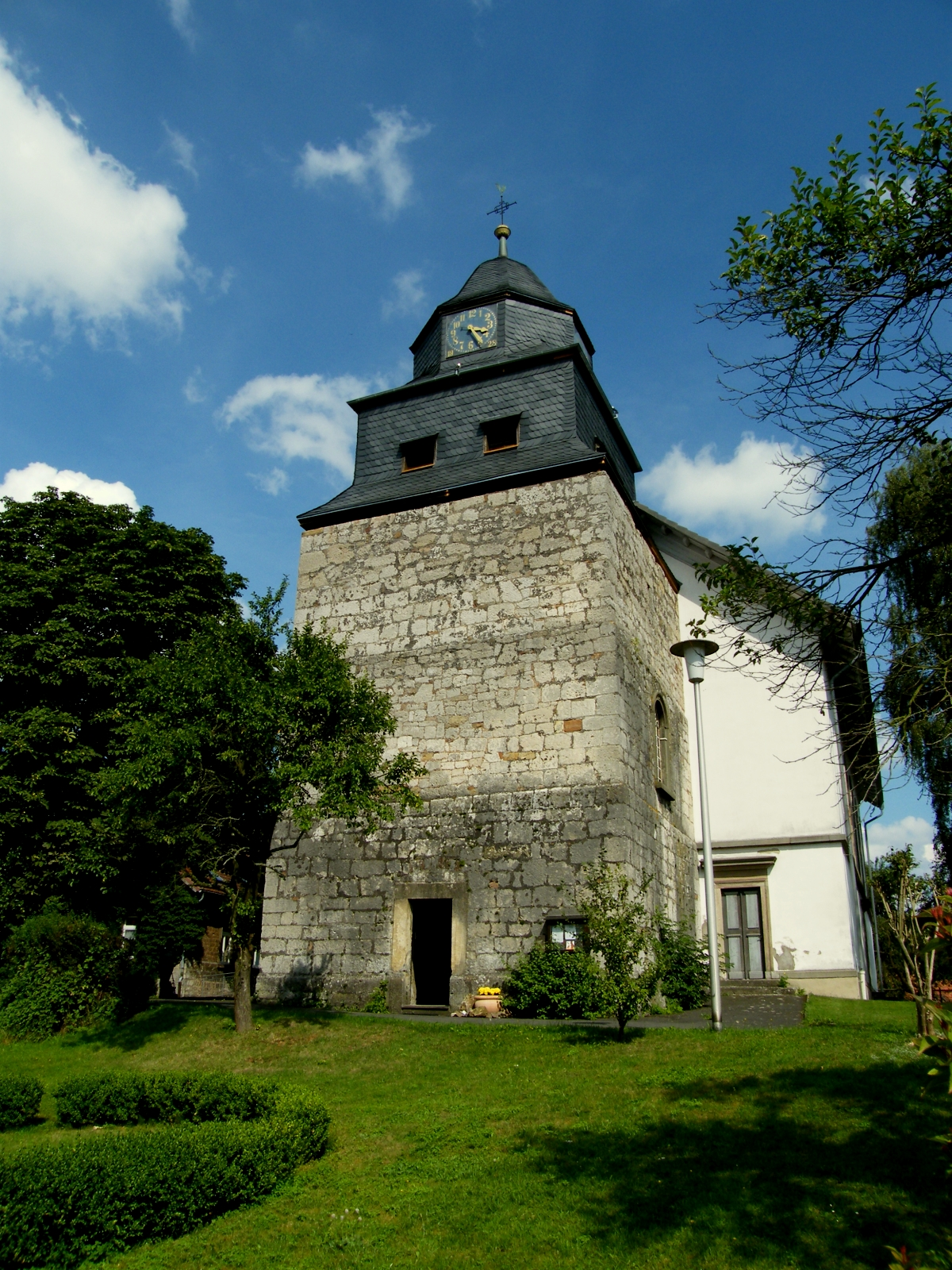
Martinskirche (Vöhl)

Die Evangelische Martinskirche ist ein denkmalgeschütztes Kirchengebäude in Vöhl, einer Gemeinde im Landkreis Waldeck-Frankenberg (Hessen). Die Kirchengemeinde gehört zum Kirchenkreis Eder im Sprengel Marburg der Evangelischen Kirche von Kurhessen-Waldeck.

## Beschreibung
Der Kirchturm aus Bruchsteinen im Westen ist im Kern mittelalterlich. Seinen eingezogenen, schiefergedeckten, quadratischen Aufsatz, der den Glockenstuhl beherbergt, erhielt er 1769. Auf ihm sitzt ein achteckiger, mit einer glockenförmigen Haube bedeckter Aufsatz für die Turmuhr. An den Turm wurde 1843 ein klassizistisches Kirchenschiff angebaut. 
Der Innenraum hat dreiseitig umlaufende Emporen, deren Pfeiler bis zum Spiegelgewölbe hochgeführt sind. Zur Kirchenausstattung gehört die Kanzel, die zwischen Pilastern an der Ostwand steht. Ein kleines Altarkreuz stammt aus der Zeit des Barock. Die Orgel mit 19 Registern, zwei Manualen und Pedal wurde 1975 vom Orgelbau Böttner in das Gehäuse des 1886 von Jakob Vogt gebauten Instruments, das 19 Register auf zwei Manualen und Pedal hatte, errichtet. Von den 1.386 Orgelpfeifen wurden einige aus der alten Orgel übernommen.